# Роббі Ерл (футболіст)
Роберт «Роббі» Фіцджеральд Ерл (англ. Robert «Robbie» Fitzgerald Earle, нар. 27 січня 1965, Ньюкасл-андер-Лайм, Англія) — ямайський футболіст, що грав на позиції півзахисника.
Виступав, зокрема, за клуби «Порт Вейл» та «Вімблдон», а також національну збірну Ямайки.

## Клубна кар'єра
У дорослому футболі дебютував 1982 року виступами за команду клубу «Порт Вейл», в якій провів дев'ять сезонів, взявши участь у 294 матчах чемпіонату. Більшість часу, проведеного у складі «Порт Вейла», був основним гравцем команди.
1991 року перейшов до клубу «Вімблдон», за який відіграв 9 сезонів. Граючи у складі «Вімблдона» також здебільшого виходив на поле в основному складі команди. Завершив професійну кар'єру футболіста виступами за команду «Вімблдон» у 2000 році.

## Виступи за збірну
1997 року дебютував в офіційних матчах у складі національної збірної Ямайки. Протягом кар'єри у національній команді, яка тривала чотири роки, провів у формі головної команди країни вісім матчів, забивши один гол.
У складі збірної був учасником чемпіонату світу 1998 року у Франції.

### Статистика виступів на міжнародному рівні
| Ямайка | Ямайка | Ямайка |
| Рік    | Ігри   | Голи   |
| ------ | ------ | ------ |
| 1997   | 4      | 0      |
| 1998   | 4      | 1      |
| Усього |        |        |

Міжнародні голи
| №  | Дата           | Стадіон                         | Суперник | Гол | Рахунок | Змагання             |
| -- | -------------- | ------------------------------- | -------- | --- | ------- | -------------------- |
| 1. | 14 червня 1998 | «Боллар-Делеліс», Ланс, Франція | Хорватія | 1–1 | 1–3     | Чемпіонат світу 1998 |

## Досягнення
- Гравець місяця англійської Прем'єр-ліги: лютий 1997